# Mer Cantabrique
Pour les articles homonymes, voir Cantabrique.
La mer Cantabrique (en espagnol, Mar Cantábrico) plus rarement mer de Biscaye, désigne en Espagne, le sud du golfe de Gascogne.
La zone ainsi désignée s'étend depuis l’embouchure de l'Adour à Bayonne, limite du Pays basque et des Landes, jusqu'à l'Estaca de Bares (Galice) le point le plus septentrional de la péninsule Ibérique, dans la province de La Corogne.
Ses eaux bordent le Pays basque (français comme espagnol), la Cantabrie, les Asturies et le nord-est de la Galice.